# Valeria Rosso
Valeria Rosso (Biella, 24 ottobre 1981) è una pallavolista italiana.
Gioca nel ruolo di schiacciatrice nell'Azzurra Volley San Casciano.

## Carriera
La carriera di Valeria Rosso comincia nel 1993, nelle giovanili del Pavic Romagnano, per passare in prima squadra nella stagione 1997-98, disputando il campionato di Serie B2: con la nazionale under 18 vince la medaglia di bronzo al campionato mondiale di categoria. Nella stagione 1998-99 passa al Volley Gattinara in Serie B1; con la nazionale under 19 si aggiudica al medaglia d'oro al campionato europeo.
Nella stagione 1999-00 fa il suo esordio nella pallavolo professionista debuttando in Serie A2 con l'AGIL Volley di Trecate, con la quale resta per due stagioni, vincendo la Coppa Italia di Serie A2 2000-01 e ottenendo la promozione in Serie A1 al termine del campionato 2000-01; nella stagione 2001-02 gioca sempre in serie cadetta con la maglia del PVAB Cantù.
Nella stagione 2002-03 viene ingaggiata dalla Robursport Volley Pesaro, dove resta per tre annate, vincendo, nella prima stagione, nuovamente la Coppa Italia di Serie A2 e ottenendo poi la promozione in Serie A1. Nella stagione 2005-06 passa all'Airone, in massima divisione, ma a metà campionato viene ceduta al Volley 2002 Forlì.
Nella stagione 2006-07 passa al Volley Club Padova, mentre nell'annata successiva veste la maglia del Life Volley Milano, in Serie A2. Ritorna in Serie A1 nella stagione 2008-09 quando viene ingaggiata dall'Asystel Volley di Novara, dove resta per due stagioni, vincendo la Coppa CEV 2008-09.
Nelle annate successive abbandona la pallavolo per dedicarsi al beach volley: Valeria viene scelta fra le atlete impegnate nel progetto olimpico Londra 2012, raggiungendo il miglior risultato nel 2010 in coppia con Marta Menegatti, quando conquista l'argento nella tappa di Phuket del World tour di beach volley.
Torna alla pallavolo indoor nella stagione 2011-12 con il Volleyball Santa Croce, in serie cadetta; rimane nel secondo campionato nazionale anche l'annata successiva, ingaggiata dall'AGIL Novara, con cui conquista la promozione in Serie A1. Disputa con la stessa maglia la stagione 2013-14.
Nella stagione 2014-15 si trasferisce in Azerbaigian, ingaggiata dalla Lokomotiv Bakı Voleybol Klubu; dopo una stagione di inattività per maternità, nella stagione 2016-17 ritorna in campo per difendere i colori dell'Azzurra Volley San Casciano, in Serie A1.

## Palmarès

### Club
- Coppa Italia di Serie A2: 2

2000-01, 2002-03
- Coppa CEV: 1

2008-09

### Nazionale (competizioni minori)
- Campionato mondiale under 18 1997
- Campionato europeo under 19 1998